# Rama I
Buddha Yodfa Chulaloke (Ayutthaya, 20 maart 1737 - Bangkok, 7 september 1809), beter bekend als Rama I de Grote, was de eerste koning (rama) van de Chakri-dynastie in Thailand. Rama I regeerde van 1782 tot 1809.
Zijn volledige naam was Brhat Pada Somdetch Brhat Paramuru Raja Maha Chakri Parama Nanda Narindrada Vivadhanavamsa Padmabangsa Dhiraja Rama Adipati Budina Vijitindra Varumadama Paramanadha Bupati Brhat Buddha Yodfa Chulalankarana.

## Jeugd
Rama I werd geboren als zoon van de edelman Phra Aksorn Sundara Smiantra en kreeg bij geboorte de naam Thong Duang. Hij volgde zijn opleiding in een boeddhistische tempel en werd later door zijn vader naar koning Utumporn gestuurd om hem te dienen als zijn page. Daar ontmoette hij Sin, de latere koning Phaya Taksin, met wie hij bevriend raakte. Volgens een Thaise legende zouden hij en Sin een waarzegger ontmoet hebben die hen verteld had dat ze beiden grote koningen zouden worden.

## Val van Ayutthaya
Na de val van de stad en daarmee het koninkrijk Ayutthaya sloot hij zich aan bij het leger van Taksin om te helpen de Birmezen te verdrijven. Hij kreeg hierdoor de titel Chao Phraya Chakri toebedeeld (Chakri werd de latere naam van de dynastie). De naam Buddha Yodfa Chulaloke kreeg hij postuum van koning Rama III. Tijdens zijn leven kreeg hij verder nog de volgende titels: Luang Yorkrabat, Phra Rajvarin en Somdetch Chao Phraya Maha Kashatriya Suk.
Als Taksins generaal veroverde hij de stad Vientiane in 1778 en onderwierp het koninkrijk Vientiane, hij maakte het tot een vazalstaat van het nieuwe koninkrijk Siam. Ook nam Rama I de Boeddha van smaragd mee naar Thonburi. In 1782 werd zijn vriend koning Taksin gek verklaard en ter dood veroordeeld. Thong Duang nam de macht over en vestigde de Chakri-dynastie. Hij werd gekroond op 6 april 1782, een datum die ook nu nog een officiële feestdag is in Thailand.

## Als koning
Als koning zette Thong Duang het werk van Taksin voort om het land te herenigen en te bevrijden van verdere Birmese incursies. Tijdens zijn bewind breidde hij Siam uit totdat het heel hedendaags Thailand, Laos en delen van Myanmar, Cambodja en de hedendaagse Maleisische staat Kedah omvatte.
Ook besteedde hij tijd aan het redden van belangrijke oude teksten en beelden die veelal verloren waren gegaan bij de val van Ayutthaya. Rama I verhuisde ook de hoofdstad opnieuw, namelijk van de Thonburi-kant van de Menamrivier (ook Chao Phraya genaamd) naar de kant, bij het dorpje Baan cock. Dit deed hij omdat hij vond dat de ligging van Thonburi kwetsbaar was voor Birmese aanvallen. Hier bouwde hij een nieuwe tempel, de Wat Phra Kaew om het beeld van de Boeddha van smaragd te huizen. Naast de tempel bouwde hij ook een nieuw koninklijk paleis. De koning schreef ook een nieuw wetboek, het Boek van de Drie Zegels.
Literatuur was een grote passie van de koning en hij schreef dan ook een Thaise versie van het Ramayana epos, de Ramakien.

## Opvolging
Rama I had vele vrouwen, zijn 28e vrouw was prinses Dungsukri (Thongsuk), de dochter van koning Inthavong van het koninkrijk Vientiane. Na zijn dood werd hij opgevolgd door zijn zoon prins Isarasundom, koning Rama II.